# Argentine aux Jeux olympiques d'hiver de 2022
L'Argentine participe aux  Jeux olympiques d'hiver de 2022 à Pékin en Chine du 4 au 20 février 2022.  C'était sa dix-neuvième participation aux Jeux d'hiver.
Le chef de la mission argentine est Martín Begino, accompagné d'Alvaro Rosset. Les officiels techniques sont Bethléem Moreschi et Jorge Fazio.

## Athlètes engagés
| Sport               | Hommes | Femmes | Total |
| ------------------- | ------ | ------ | ----- |
| Luge                | 0      | 1      | 1     |
| Patinage de vitesse | 0      | 1      | 1     |
| Ski alpin           | 1      | 1      | 2     |
| Ski de fond         | 1      | 1      | 2     |
| Total               | 2      | 4      | 6     |

## Résultats

### Luge
Verónica María Ravenna faisait déjà partie de la délégation argentine à Pyeongchang où elle avait terminé 24e de l'épreuve féminine. Pour la saison 2021-2022, elle est en 40e position ce qui est suffisant pour accrocher une des 35 places avec le jeu des quotas maximum par comité national.
| Athlètes               | Épreuve          | Course 1 | Course 1 | Course 2 | Course 2 | Course 3 | Course 3 | Course 4      | Course 4      | Total          | Total |
| Athlètes               | Épreuve          | Temps    | Rang     | Temps    | Rang     | Temps    | Rang     | Temps         | Rang          | Temps          | Rang  |
| ---------------------- | ---------------- | -------- | -------- | -------- | -------- | -------- | -------- | ------------- | ------------- | -------------- | ----- |
| Veronica Maria Ravenna | Monoplace femmes | 59 s 811 | 24e      | 59 s 780 | 22e      | 59 s 179 | 25e      | Non qualifiée | Non qualifiée | 2 min 59 s 310 | 24e   |

### Patinage de vitesse
Victoria Rodríguez de Neuquén, qui s'entraine aux Etats-Unis, a amélioré ses records personnels lors de la Coupe du monde de patinage de vitesse 2021-2022 dans l'épreuve de Salt Lake City en décembre 2021. Le comité dispose d'un quota de réserve sur 500m qui sera finalement validé.
| Athlète                  | Épreuve           | Temps   | Rang |
| ------------------------ | ----------------- | ------- | ---- |
| Maria Victoria Rodriguez | 500 mètres femmes | 39 s 70 | 30e  |

| Athlète                  | Épreuve | Demi-finale | Demi-finale   | Demi-finale | Finale        | Finale        | Finale |
| Athlète                  | Épreuve | Points      | Temps         | Rang        | Points        | Temps         | Rang   |
| ------------------------ | ------- | ----------- | ------------- | ----------- | ------------- | ------------- | ------ |
| Maria Victoria Rodriguez | Femmes  | 0           | 5 min 24 s 53 | 14e         | Non qualifiée | Non qualifiée | 28e    |

### Ski alpin
La fédération a accordé deux quotas au vu des résultats de l'équipe argentine sur la saison 2021-2022.
Chez les femmes, le comité national a choisi Francesca Baruzzi (en) chez les femmes qui avait été le porte-drapeau de la délégation aux Jeux olympiques de la jeunesse d'hiver de 2016 à Lillehammer, où elle s'est classée 10e en slalom, 18e en combiné et 28e en super G. Elle a été choisi comme porte-drapeau. La native de Bariloche avait décroché une médaille de bronze lors du Super G en coupe nord-américaine qui s'était tenu à Panorama , disputée en Colombie-Britannique en décembre 2021.
Chez les hommes, Tiziano Gravier sera aligné , lui qui a participé deux ans plus tôt au JOJ d'hiver de Lausanne (7e en Super-G). Ce dernier avait fait forte impression lors du Slalom géant aux derniers championnats du monde en occupant la 22e avec un dossard plutôt élevé.
| Athlète                 | Épreuve      | 1re manche | 1re manche | 2e manche | 2e manche | Total   | Total   |
| Athlète                 | Épreuve      | Temps      | Rang       | Temps     | Rang      | Temps   | Rang    |
| ----------------------- | ------------ | ---------- | ---------- | --------- | --------- | ------- | ------- |
| Tomás Birkner de Miguel | Slalom       | Abandon    | Abandon    | Éliminé   | Éliminé   | Éliminé | Éliminé |
| Tomás Birkner de Miguel | Slalom géant | Abandon    | Abandon    | Éliminé   | Éliminé   | Éliminé | Éliminé |

| Athlète           | Épreuve      | 1re manche   | 1re manche  | 2e manche    | 2e manche   | Total         | Total    |
| Athlète           | Épreuve      | Temps        | Rang        | Temps        | Rang        | Temps         | Rang     |
| ----------------- | ------------ | ------------ | ----------- | ------------ | ----------- | ------------- | -------- |
| Francesca Baruzzi | Slalom       | Abandon      | Abandon     | Éliminée     | Éliminée    | Éliminée      | Éliminée |
| Francesca Baruzzi | Slalom géant | 1 min 2 s 43 | 34e         | 1 min 1 s 57 | 30e         | 2 min 4 s     | 29e      |
| Francesca Baruzzi | Super G      | Non disputé  | Non disputé | Non disputé  | Non disputé | 1 min 16 s 65 | 29e      |

### Ski de fond
Nahiara Díaz, jeune fondeuse de 17 ans originaire de Caviahue, décroche sa qualification. Elle représentera l'Argentine à la Coupe du monde junior qui se déroulera en Norvège fin février.
Franco Dal Farra rejoint aussi l'équipe chez les hommes et aura le privilège d'être un des porte-drapeau de la délégation.
| Athlète          | Épreuve                          | Classique         | Classique         | Libre             | Libre             | Total             | Total |
| Athlète          | Épreuve                          | Temps             | Rang              | Temps             | Rang              | Temps             | Rang  |
| ---------------- | -------------------------------- | ----------------- | ----------------- | ----------------- | ----------------- | ----------------- | ----- |
| Franco Dal Farra | Skiathlon hommes (15 km + 15 km) | A concédé un tour | A concédé un tour | A concédé un tour | A concédé un tour | A concédé un tour | 63e   |
| Franco Dal Farra | 15 km classique hommes           | Non disputé       | Non disputé       | Non disputé       | Non disputé       | 48 min 35 s 5     | 86e   |
| Nahiara Díaz     | 10 km classique femmes           | Non disputé       | Non disputé       | Non disputé       | Non disputé       | 40 min 30 s 8     | 96e   |

| Athlète          | Épreuve           | Qualification | Qualification | Quart de finale | Quart de finale | Demi-finale | Demi-finale | Finale   | Finale   |
| Athlète          | Épreuve           | Temps         | Rang          | Temps           | Rang            | Temps       | Rang        | Temps    | Rang     |
| ---------------- | ----------------- | ------------- | ------------- | --------------- | --------------- | ----------- | ----------- | -------- | -------- |
| Franco Dal Farra | Individuel hommes | 3 min 9 s 95  | 74e           | Éliminé         | Éliminé         | Éliminé     | Éliminé     | Éliminé  | Éliminé  |
| Nahiara Díaz     | Individuel femmes | 4 min 5 s 46  | 83e           | Éliminée        | Éliminée        | Éliminée    | Éliminée    | Éliminée | Éliminée |